# Китайско-лаосские отношения
Китайско-лаосские отношения — двусторонние дипломатические отношения между Китаем и Лаосом. Протяжённость государственной границы между странами составляет 475 км.

## История
В 1970-е годы между странам существовали торговые отношения, в основном выражавшиеся в строительстве дорог в северных провинциях Лаоса. В декабре 1978 года состоялось вторжение Вьетнама в Камбоджу с целью свержения премьер-министра Пола Пота. Этот шаг спровоцировал Китай на начало боевых действий на границе с Вьетнамом, с целью «преподать ему урок». Первоначально лаосское руководство не желало портить отношения с Китаем и Вьетнамом. Однако, затем Лаос сделал заявление в поддержку Вьетнама и его политики, что привело к резкому ухудшению дипломатических отношений с Китаем. В 1979 году отношения между странами достигли низшей точки, после того как китайцы начали обучать боевые подразделения хмонгов — сторонников генерала Ванг Пао под командованием Па Као Хэ — в китайской провинции Юньнань, которые сражались против Лаоса
В 1989 году между странами началась оттепель, президент Лаоса Кейсон Фомвихан посетил с государственным визитом Пекин. В 1991 году Кейсон решил провести свой отпуск в Китае, хотя ранее предпочитал отдыхать в Советском Союзе. Между странами начался рост товарооборота, Китай построил автомобильный завод в Лаосе. В этом же году был создан лаосско-китайский совместный пограничный комитет в 1991 году, который занимался проведением демаркации их общей границы. В последующие годы Китай значительно расширил своё экономическое присутствие в Лаосе. Так, в 1994 году китайцы создали в ЛНДР первые плантации гевеи.
Кроме того, в условиях распада социалистического лагеря, Лаос вынужден был переориентироваться на КНР (правда переходу Вьентьяна под контроль КНР мешает влияние Вьетнама, другой социалистической страны). В 2006 году Пекин выделил Лаосу 230 стипендий для обучения в вузах Китая и принял 70 человек на курсы повышения квалификации. С 2005 года лаосские руководящие работники ежегодно посещают Китай для изучения местной партийной и государственной работы. Только в 2005 году в КНР с такой целью побывали 100 секретарей районных партогранизаций и 60 местных партработников из ЛНДР.